# Calycellina punctata
Calycellina punctata är en svampart som först beskrevs av Elias Fries, och fick sitt nu gällande namn av Lowen & Dumont 1984. Calycellina punctata ingår i släktet Calycellina och familjen Hyaloscyphaceae.  Arten är reproducerande i Sverige. Inga underarter finns listade i Catalogue of Life.